# 배드 잉글리시
배드 잉글리시(영어: Bad English)는 1987년에 결성된 미국/영국의 글램 메탈 슈퍼그룹이다. 이 밴드는 저니의 키보드 연주자 조너선 케인과 그의 동료 기타 연주자와 드럼 연주자인 닐 숀, 딘 카스트로노보 그리고 더 베이비스의 가수 존 웨이트, 그의 동료 베이스 연주자 리키 필립스로 구성되어 있다.
이 밴드는 1989년 11월 빌보드 핫 100에서 1위를 기록한 히트 싱글 "When I See You Smile"로 유명하다.